# Стэнфордская философская энциклопедия
Стэ́нфордская филосо́фская энциклопе́дия (англ. The Stanford Encyclopedia of Philosophy) — публичная интернет-энциклопедия по философии, поддерживаемая Стэнфордским университетом. Каждая статья написана и обновляется экспертом в предметной области. В создание энциклопедии вовлечены профессора из 65 академических институтов по всему миру. Помимо онлайнового статуса, энциклопедия поддерживает традиционный академический подход, используемый в большинстве энциклопедий и академических журналов, достигая качества за счёт использования авторов-специалистов и тщательной проверки статей компетентным редакционным советом.
Энциклопедия была создана в 1995 году американским философом Эдвардом Н. Залта с целью предоставления динамической энциклопедии, обновляемой регулярно, и таким образом не устаревающей аналогично напечатанным энциклопедиям. Создание энциклопедии было поддержано финансированием Национального гуманитарного фонда и Национального научного фонда. Положение об энциклопедии разрешает наличие соперничающих статей по одной теме, допуская отображение противоречивых взглядов в свойственной учёным манере.
По нескольким параметрам, таким как индекс цитирования, энциклопедия является наиболее успешным и авторитетным ресурсом по философии.